# Komitet Obywatelski Solidarności z Ukrainą
Komitet Obywatelski Solidarności z Ukrainą (KOSzU) – polska organizacja założona w celu wspierania prodemokratycznych przemian na Ukrainie. Powołana w okresie początku rewolucji Euromajdanu na początku 2014 roku.

## Misja
W chwili powstania misją Komitetu było wspieranie prodemokratycznych przemian na Ukrainie, oraz niesienie pomocy osobom i organizacjom represjonowanym za przekonania polityczne. Zostało to ogłoszone w Deklaracji Założycielskiej.
- Mobilizacja opinii publicznej na rzecz solidarności z Ukrainą w Polsce i za granicą.
- Zbiórka pieniędzy na Fundusz Solidarności z Ukrainą, a przede wszystkim popieranie i propagowanie różnorodnych inicjatyw organizacji pozarządowych w tym zakresie.
- Wspomaganie inicjatyw na rzecz materialnego i rzeczowego wsparcia potrzebujących obywateli Ukrainy oraz organizacji i inicjatyw zaangażowanych w działania na rzecz demokratycznych przemian na Ukrainie.
- Pomoc dla represjonowanych.
- Uaktywnienie współpracy między regionami w Polsce i na Ukrainie, a docelowo współpraca samorządów i administracji wszystkich poziomów.
- Informowanie mediów i opinii publicznej o sytuacji na Ukrainie.

## Powołanie
Komitet powstał 30 stycznia 2014, jego założenie zostało ogłoszone na konferencji prasowej 4 lutego 2014 roku w Warszawie.
Swoją nazwą, strukturą i działalnością Komitet nawiązuje do tradycji Komitetów Obywatelskich z końca lat 80. XX w. deklarując, że w których „ludzie różnych przekonań politycznych i narodowości współpracowali na rzecz budowy niepodległej i samorządnej Rzeczypospolitej”. Zgodnie z deklaracją założycielską KOSzU poprzez swoją działalność pragnie zapewnić taką samą możliwość budowy niezależnej Ukrainy jej obywatelom oraz zgodnie z zasadą subsydiarności wspierać ich w tych działaniach.
Jednocześnie od początku powstania, Komitet deklarował i realizował politykę niezależności politycznej, a także, że nie będzie starać się o uzyskanie osobowości prawnej czy własnego majątku.

## Członkowie

### Członkowie założyciele
- Jan Bartmiński

- Edwin Bendyk

- Bogumiła Berdychowska
- Czesław Bielecki
- Ryszard Bill
- Wiktorija Bojko
- Wojciech Borowik
- Zbigniew Bujak

- Jan Byra

- Mirosław Chojecki
- Izabella Chruślińska

- Katarzyna Chimiak
- Marek Chimiak

- Piotr M.A. Cywiński

- Mirosław Czech

- Andrzej Dąbrowski

- Roman Drozd

- Stanisław Faliński
- Władysław Frasyniuk
- Marcin Frybes
- Adam Grzegrzółka
- Tomasz Horbowski
- Witold Horowski

- Zbigniew Janas

- Stefania Jawornicka
- Adolf Juzwenko

- Hanna Kamińska
- Jacek Kastelaniec

- Basil Kerski

- Anna Kertyczak
- Natalia Kertyczak

- Julia Maria Koszewska

- Rostysław Kramar
- Andrzej Krajewski
- Jan Król
- Krzysztof Król
- Karol Kuhn
- Danuta Kuroń
- Bogdan Lis
- Jan Lityński
- Wojciech Mańkowski
- Jacek Meissner
- Martyna Michalik
- Wiktor Mikusińśki
- Leszek Moczulski

- Włodzimierz Mokry
- Mirosław Odorowski

- Teresa Oleszczuk

- Grzegorz Pac

- Natalija Panczenko

- Bogdan Pecuszok

- Waldemar Pernach
- Bartosz Piechowicz

- Agnieszka Podgórska

- Olga Popowycz
- Paweł Prokop
- Marian Prysiażniuk

- Arkadiusz Putko

- Natalia Radzina
- Jerzy Rejt
- Zofia Romaszewska
- Agnieszka Romaszewska-Guzy

- Zbigniew Romaszewski

- Natalija Riabinska

- Mirosław Skórka

- Grażyna Staniszewska
- Krzysztof Stanowski

- Jarosław Syrnyk

- Jacek Szymanderski
- Tomasz Truskawa
- Piotr Tyma
- Andrzej Urbanik

- Nedim Useinow

- Konrad Walczuk
- Andrzej Właszynowicz
- Natalia Właszynowicz
- Henryk Wujec
- Aleksander Zając
- Jerzy Zdrada
- Marcin Żmudzki

- Przemysław Żurawski vel Grajewski

### Organizacje wspierające
- Stowarzyszenie Wolnego Słowa
- Związek Ukraińców w Polsce
- Fundacja Edukacja dla Demokracji
- Helsińska Fundacja Praw Człowieka

## Struktura i działalność
Działalność Komitetu opiera się na społecznej pracy członków zorganizowanych w sekcjach roboczych:
- sekcja informacyjna;
- sekcja wsparcia bezpośredniego na terenie Ukrainy – prowadzi „zbiórki publiczne w celu pomocy osobom rannym, represjonowanym oraz ich rodzinom w Kijowie oraz w innych miastach”;
- sekcja samorządowa – „pośredniczy i inicjuje organizowanie wsparcia dla ukraińskiego ruchu protestu przez samorządy w Polsce, w tym te, które mają podpisane umowy bliźniacze z miastami/regionami na Ukrainie”;
- sekcja akcji bezpośrednich w Polsce;
- sekcja prawna – „pomoc w nagłośnieniu przypadków nadużyć władzy wobec obywateli Ukrainy, prowadzi akcje nagłaśniania w Polsce przypadków ludzi represjonowanych i pobitych przez władze ukraińskie oraz przygotowuje pisma interwencyjne do władz ukraińskich, w tym w regionach Ukrainy, w sprawie losów uczestników protestu, co do których zostały wszczęte bezprawne śledztwa” (opis z 02.2014).